# Ramiro II Mnich
Ramiro II Mnich, hiszp. Ramiro II de Aragón, el Monje (ur. ok. 1075, zm. 1157) – król Aragonii w latach 1134–1137.

## Życiorys
Data urodzin Ramiro II nie jest dokładnie znana. Przyjmuje się, iż urodził się około roku 1075, podawany jest również rok 1085. Był synem króla Aragonii – Sanczo I i jego drugiej żony Felicji (zm. 1123), córki Hilduina III (IV) – hrabiego Roucy i Montdidier. Jako młodszy syn został przeznaczony do stanu duchownego. Był biskupem Burgos, biskupem Pampeluny, a w chwili śmierci swego starszego brata, króla Aragonii i Nawarry – Alfonsa I, był biskupem w Barbastro-Roda (Barbastro zostało zdobyte na muzułmanach przez jego ojca w 1064).
Gdy jego brat zmarł nie pozostawiając potomków, Ramiro zrezygnował z biskupiej sakry i został obwołany królem Aragonii. Musiał toczyć walki o utrzymanie tronu z królem Kastylii Alfonsem VII, którego matka Urraka była pierwszą żoną króla Alfonsa I (on z kolei był jej drugim mężem). Początkowo Alfons VII zajął Saragossę i wyparł Ramiro w Pireneje. Później jednak Ramiro pokonał kastylijczyków, odzyskując Saragossę, która jednak na mocy późniejszych układów pozostała kastylijskim lennem. Nie udało mu się za to utrzymać władzy w Nawarze, gdyż królem Nawarry został Garcia IV, wychowany na dworze aragońskim, prawnuk króla Nawarry Garcii III (zm. 1054). Na mocy układu z Vadoluongo (styczeń 1135) Ramiro II uznał władzę Garcii IV. Według treści układu król Ramiro II zachowywał zwierzchność nad Nawarrą, jednak jeszcze w tym samym 1135 r. Garcia IV złożył hołd lenny Alfonsowi VII Kastylijskiemu. W ten sposób Aragonia utraciła władzę nad królestwem Nawarry, zdobytą w 1076, kiedy to król Aragonii Sanczo I przyjął tytuł króla Nawarry (jako Sanczo V).
Ramiro II jednak zdołał oderwać kilka prowincji baskijskich od Nawarry i przyłączył je do Aragonii. Chcąc zabezpieczyć się przed kastylijską dominacją, Ramiro II zawarł sojusz z hrabią Barcelony – Rajmundem Berengerem IV (Ramonem Berenguerem IV) i zaaranżował zaręczyny hrabiego ze swoją dwuletnią wówczas córką – Petronelą. W 1137 r. możni aragońscy podnieśli bunt przeciwko królowi, który musiał uciekać do Barcelony, na dwór hrabiego Rajmunda Berengera, który pomógł królowi objąć z powrotem władzę. Wkrótce potem Ramiro zrzekł się władzy królewskiej, przekazując ją hrabiemu Barcelony wraz z tytułem księcia Aragonii, zaś sam zachował tytuł królewski i udał się do klasztoru San Pedro el Viejo w Huesca, gdzie po kilku latach przywdział mnisi habit i pozostał w klasztorze do swej śmierci 16 sierpnia 1157.

## Małżeństwo i potomstwo
Żoną króla Ramiro II była Agnieszka Akwitańska, córka Wilhelma IX Trubadura, księcia Akwitanii i hrabiego Poitiers i jego drugiej żony Filipy z Tuluzy, choć niektórzy badacze uważają, że była nieślubnym dzieckiem księcia Wilhelma IX i jego metresy o imieniu Amauberge. Pierwszym mężem Agnieszki był Aimeryk VI, wicehrabia Thouars, który zginął w 1127. Ślub króla i Agnieszki miał miejsce w Jaca (pierwszej historycznej stolicy Aragonii), w listopadzie lub grudniu 1135. Po decyzji króla o wstąpieniu do klasztoru małżonkowie pozostawali w separacji. Jedynym dzieckiem króla była:
- Petronela, późniejsza królowa Aragonii.